# Rácovice
Rácovice (en allemand : Ratzowitz) est une commune du district de Třebíč, dans la région de Vysočina, en République tchèque. Sa population s'élevait à 117 habitants en 2024.

## Géographie
Rácovice se trouve à 8,5 km à l'est du centre de Jemnice, à 26 km au sud-ouest de Třebíč, à 42 km au sud-sud-est de Jihlava et à 150 km au sud-est de Prague.
La commune est limitée par Komárovice au nord, par Moravské Budějovice et Dědice à l'est, par Kojatice au sud, par Třebelovice au sud et à l'ouest, et par Budkov à l'ouest.

## Histoire
La première mention écrite de la localité date de 1354.

## Transports
Par la route, Rácovice se trouve à 9 km de Jemnice, à 31 km de Třebíč, à 53 km de Jihlava et à 184 km de Prague.